# 高斯甘杰
高斯甘杰（Gausganj），是印度北方邦Kanpur Dehat县的一个城镇。总人口7708（2001年）。

## 人口
该地2001年总人口7708人，其中男性4047人，女性3661人；0—6岁人口1262人，其中男652人，女610人；识字率62.42%，其中男性为69.58%，女性为54.49%。